# Jacob Paludan
Stig Henning Jacob Puggaard Paludan (7. februar 1896 i København – 26. september 1975) var en dansk forfatter.
Jacob Paludan var søn af professor Julius Paludan og hustru Gerda f. Puggaard, voksede op i et embedsmandsmiljø, tog realeksamen 1912 og blev uddannet cand.pharm. 1918. Han arbejdede herefter nogle år på apoteker i Danmark og Ecuador. Efter et års ophold i USA debuterede han med romanen De vestlige veje om en ung mands udfordringer i Amerika. Han opgav apotekervæsenet og ernærede sig en tid som hønseriejer, men kunne fra 1933 leve udelukkende som forfatter.
I Fugle omkring Fyret (1925) er temaet konflikten mellem det nye og det gamle. I 1927 udsendte han Markerne modnes. I 1932 – 1933 skrev han sit hovedværk, Jørgen Stein (i to bind Torden i Syd og Under Regnbuen). Jørgen Stein er en dannelsesroman, der beskriver den unge hovedperson som et udtryk for krigsgenerationen (1914-18).
Herefter udgav Paludan adskillige bind essays. I 1969 udsendte han Her omkring hjørnet, her blæser det mindre, en humoristisk, bevægende skildring af en menneskeskæbne, der sikkert rummer selvbiografiske træk.
Paludan sluttede sit forfatterskab med fire små "livsregistreringer": I høstens månefase, Sløret sandhed, Vink fra en fjern virkelighed og Låsens klik (sidste udsendt posthumt).
Han blev gift 1943 med kostumetegner Vibeke Holck (1910-1990), datter af kontorchef Harald Holck og hustru Toni f. Gregersen. Jacob Paludan er sammen med sin hustru begravet på Søholm Kirkegård i Birkerød.